# Pervomaisk, tỉnh Luhansk
Pervomaisk (tiếng Ukraina: Первомайськ) là một thành phố của Ukraina. Thành phố này thuộc tỉnh Luhansk. Thành phố này có diện tích 88,54 km2, dân số theo điều tra dân số năm 2001 là 43.082 người.